# Radical Sportscars

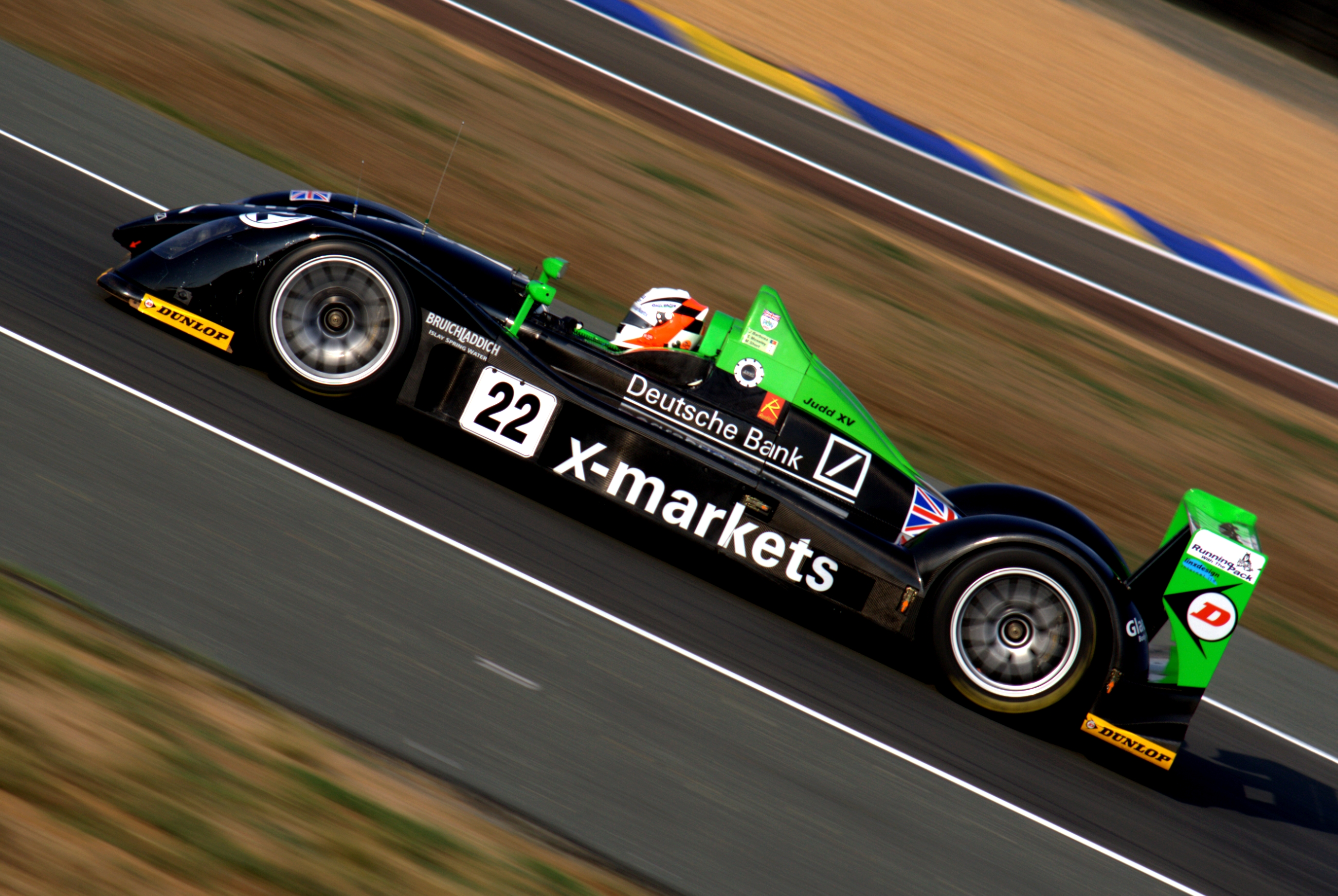
La Rollcenter Racing Radical SR9 alla 24 ore di Le Mans 2006.

Radical Sportscars è una casa automobilistica inglese fondata nel gennaio 1997 dai piloti amatoriali e ingegneri Mick Hyde e Phil Abbott, con l'intenzione di costruire auto da corsa aperte omologabili per l'uso stradale e utilizzabili senza modifiche su circuito. Sebbene la maggior parte dei modelli sia omologato, esistono anche modelli concepiti esclusivamente per l'uso agonistico, come la SR9 Le Mans prototype.

## Storia
La prima automobile della casa, la 1100 Clubsports, era basata su un motore motociclistico Kawasaki sistemato in un telaio biposto aperto. La macchina era progettata per correre nelle gare 750 Motor Club nella categoria Sports 2000, con al volante il cofondatore Hyde.
Nel 1999 la Radical presentò il suo secondo modello, la Prosport. Disponibile con motore Kawasaki o Suzuki fino a 1500 cm³ di cilindrata, la Prosport era più potente e più veloce della Clubsports, e includeva anche un alettone posteriore regolabile. Le automobili furono inoltre portate per la prima volta negli Stati Uniti, per essere utilizzate nel 2000 nella classe SCCA D-sport.
La successiva creazione della Radical fu la SR3, una macchina che può competere nelle gare internazionali, come nella classe FIA C3. L'auto usa un motore su base Suzuki elaborato dalla Powertec engine che offriva le versioni da 1300 cm³ o da 1500 cm³ di cilindrata e una potenza massima, nel secondo caso, di 252  CV (187 kW). Un cambio sequenziale a sei marce fu sviluppato appositamente per la macchina per migliorarne le prestazioni. La SR3 può anche circolare liberamente (nel Regno Unito) con l'aggiunta degli indicatori di direzione (frecce), del freno a mano, di un catalizzatore e di pneumatici omologati per l'uso stradale (non slick).
Nel 2006, la Radical decise di fare il grande salto nel mondo dei motori con lo sviluppo della SR9, un prototipo completo per la Le Mans Series. Il partner ufficiale Rollcentre Racing volle far debuttare con successo la macchina nella categoria e nella 24 Ore di Le Mans.
La Radical è stata anche in grado di comparire nella classe di macchine CN, usate nella VdeV (serie di competizioni endurance britannica) e in eventi di gare in salita in tutta Europa, nel 2007. La SR5 è basata su un motore Honda VTEC da 2000 cm³ che eroga 237  CV (177 kW), sebbene sia disponibile anche un Ford Duratec.

## Modelli attuali
A primavera 2008 Radical ha in commercio sei differenti modelli, che possono essere tutti convertiti per l'uso stradale in alcuni paesi, eccetto la SR9. Varie opzioni sono disponibili su tutte le auto.

### SR3 Supersport

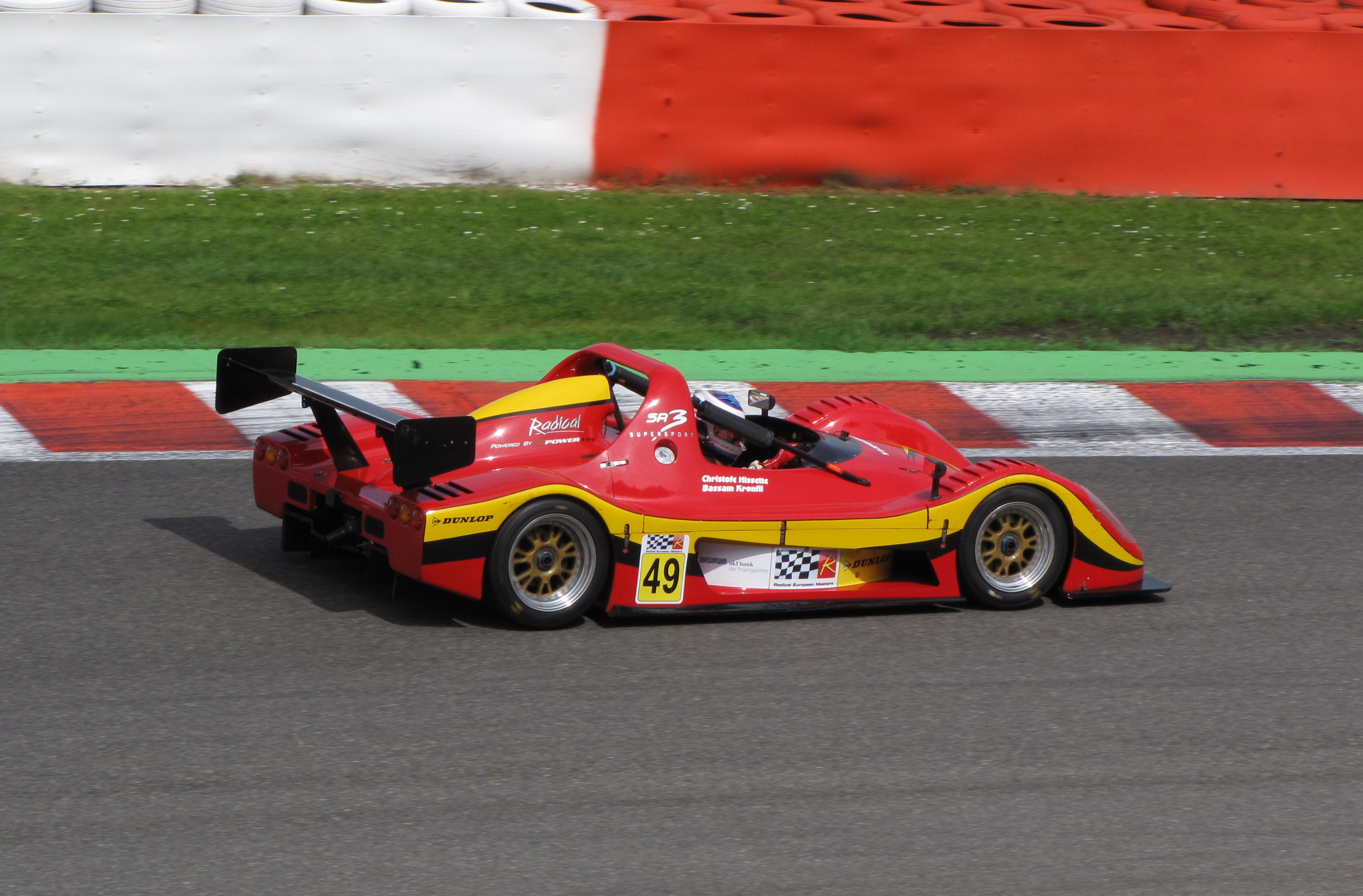
La Radical SR3

Lanciato nel 2002, è il modello Radical più conosciuto; ne sono state costruite oltre 300. La macchina è realizzata su di uno spaceframe chassis, e utilizza una serie di motori di origine motociclistica, elaborati Powertec, di potenza variabile: si parte da un 1300 cm³ da 205  CV (153 kW), poi un 1500 cm³ da 252  CV (188 kW) e infine un 1500 cm³ turbo da 330  CV (246 kW).
| Caratteristiche tecniche e prestazioni Radical SR3 Supersport 1500 | Caratteristiche tecniche e prestazioni Radical SR3 Supersport 1500 |
| ------------------------------------------------------------------ | --- |
| Motore                                                             | Centrale longitudinale - 4 cilindri in linea - cilindrata 1500 cm³ - potenza massima 252 CV (188 kW) a 9500 giri/min - coppia massima 214 N·m a 7100 giri/min - 4 valvole per cilindro - doppio albero a camme in testa |
| Trasmissione                                                       | Trazione posteriore - cambio sequenziale a 6 marce - trasmissione a cascata di ingranaggi - differenziale autobloccante ATB QUAIFE                                                                                      |
| Pneumatici                                                         | 205/50 R16 - pneumatici Dunlop Formula R |
| Corpo vettura                                                      | 2 posti - roadster - sospensioni completamente regolabili in altezza da 10 a 100 mm - freni a disco Wilwood anteriori e posteriori autoventilanti a 4 pistoncini, 260 mm                                                |
| Dimensioni e massa                                                 | Passo 2370 mm - carreggiata anteriore 1760 mm - carreggiata posteriore 1760 mm - lunghezza 4190 mm - larghezza 1785 mm - altezza 1070 mm - peso a vuoto 465 kg                                                          |
| Accelerazione 0-60 mph                                             | 3,8 s |
| Accelerazione 0-100 mph                                            | 8,9 s |
| Velocità massima                                                   | 237 km/h |
| Decelerazione massima in frenata                                   | 2,0 G |
| Tenuta laterale massima                                            | 2,1 G |

### SR4 Clubsport
Sebbene questa macchina condivida molti aspetti tecnici con la SR3, la SR4 presenta una nuova carrozzeria e fondo vettura, incluso un diffusore anteriore, per renderla una macchina da pista più attrezzata. Viene utilizzata in varie serie inglesi. Sostituisce la precedente 1100 Clubsport.

### SR5 CN
Costruita per le competizioni internazionali, fra cui gare in salita e eventi endurance, la SR5 presenta sia un Honda che un Ford 4 cilindri. Sono disponibili anche vari cambi, sia un manuale che uno pneumatico semi-automatico. Lo spaceframe chassis non integra il motore in quanto elemento sottoposto a stress, per migliorare le caratteristiche endurance della vettura.

### PR6 Prosport
Modello successivo alla Prosport originale, la PR6 è un'auto da corsa progettata per aderire ai regolamenti SCCA e MSA. Presenta una scocca monoposto, con molti elementi aerodinamici aggiunti su base SR4. La PR6 è spinta da motori motociclistici nel rispetto delle specifiche di categoria.

### SR8

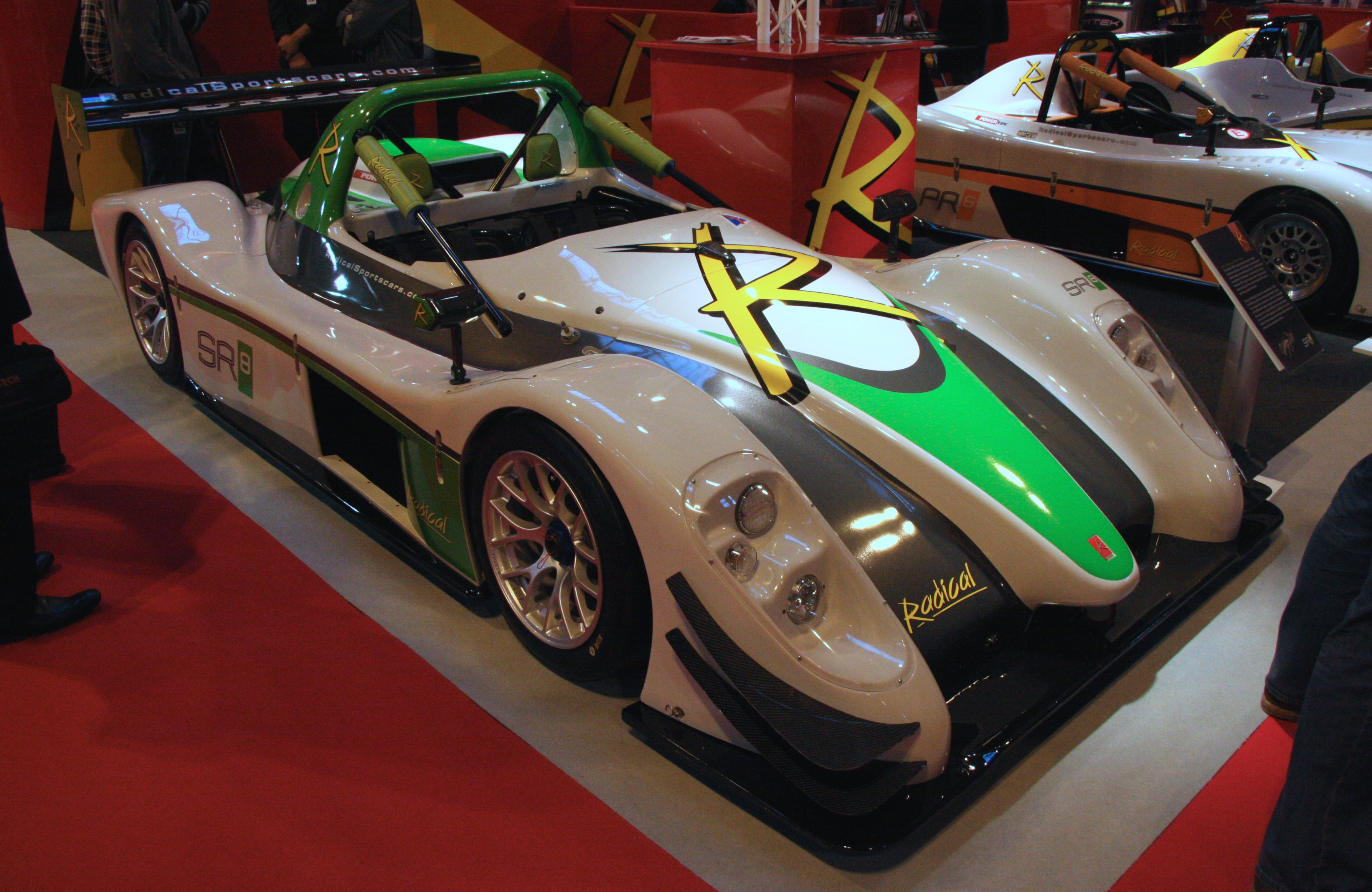
La Radical SR8

Basata sulla SR3, la SR8 è una versione più estrema pensata sia per l'uso stradale che per quello in pista. Presenta anche il più grande motore che Radical abbia mai messo in una sua auto stradale, il V8 Powertec RPA di 2600 cm³ costruito combinando elementi dei 4 cilindri in linea Suzuki, che eroga 363  CV (270 kW). Un'ulteriore versione, conosciuta come SR8LM, incrementa la cilindrata a 2800 cm³ e porta la potenza a 455  CV (339 kW), attualmente detiene il record per auto omologate stradali al Nürburgring Nordschleife, con 6 minuti e 48 secondi. stabilito il 20 agosto 2009 da Michael Vergers, il quale ha migliorato di 8 secondi il precedente record da lui stesso siglato con la medesima vettura il 28 settembre 2005.
| Caratteristiche tecniche e prestazioni Radical SR8 | Caratteristiche tecniche e prestazioni Radical SR8 |
| -------------------------------------------------- | --- |
| Motore                                             | Centrale longitudinale - 8 cilindri a V di 72° - cilindrata 2600 cm³ - alesaggio 81 mm - corsa 63 mm - rapporto di compressione 11,0:1 - potenza massima 363 CV (271 kW) a 10300 giri/min - coppia massima 276,5 N·m a 7000 giri/min - 4 valvole per cilindro - doppio albero a camme in testa per bancata - 90 kg                           |
| Lubrificazione                                     | A carter secco integrato |
| Trasmissione                                       | Trazione posteriore - cambio sequenziale Hewland JFR Transaxle a 6 marce; 30 kg - rapporti marce: I 2,615:1; II 1,937:1; III 1,526:1; IV 1,285:1; V 1,136:1; VI 1,043:1; marcia finale da 3,400:1 a 5,670:1 - differenziale autobloccante QUAIFE                                                                                             |
| Pneumatici                                         | Anteriore 38,1x17,8 cm- posteriore 40,6x20,3 |
| Corpo vettura                                      | 2 posti - roadster - telaio tubolare in acciaio con inserti in alluminio; rollbar integrato - scocca in vetroresina - Sospensioni Nik Doube Wishbones a tre regolazioni - freni a disco Radical anteriori e posteriori flottanti autoventilanti a 4 pistoncini, 280 mm - alettone posteriore regolabile; carico verticale a 200 km/h: 840 kg |
| Dimensioni e massa                                 | lunghezza 4050 mm - larghezza 1800 mm - peso a vuoto 650 kg |
| Accelerazione 0–100 km/h                           | meno di 3,0 s (variabile in base ai rapporti cambio) |
| Accelerazione 0–160 km/h                           | circa 6,0 s (variabile in base ai rapporti cambio) |
| Velocità massima                                   | oltre 300 km/h (variabile in base ai rapporti cambio) |
| Decelerazione massima in frenata                   | 2,7 G |
| Tenuta laterale massima                            | 2,8 G |

### SR9 LMP2
Primo Le Mans Prototype della Radical, la SR9 è progettata su regolamento LMP2. Può partecipare alla American Le Mans Series, Le Mans Series, e alla 24 Ore di Le Mans. Fra i motori un V8 Judd XV675 da 3400 cm³ o un 4 cilindri in linea Advanced Engine Research (AER) P07 turbocompresso da 2000 cm³. Utilizzando la prima monoscocca in fibra di carbonio della storia Radical, la SR9 pesava inizialmente solo 775 kg, con i più recenti regolamenti è stata appesantita ed ora pesa 825 kg. La casa sta anche progettando di migliorare la SR9 per permetterle di correre nella classe superiore LMP1.

### Radical RXC

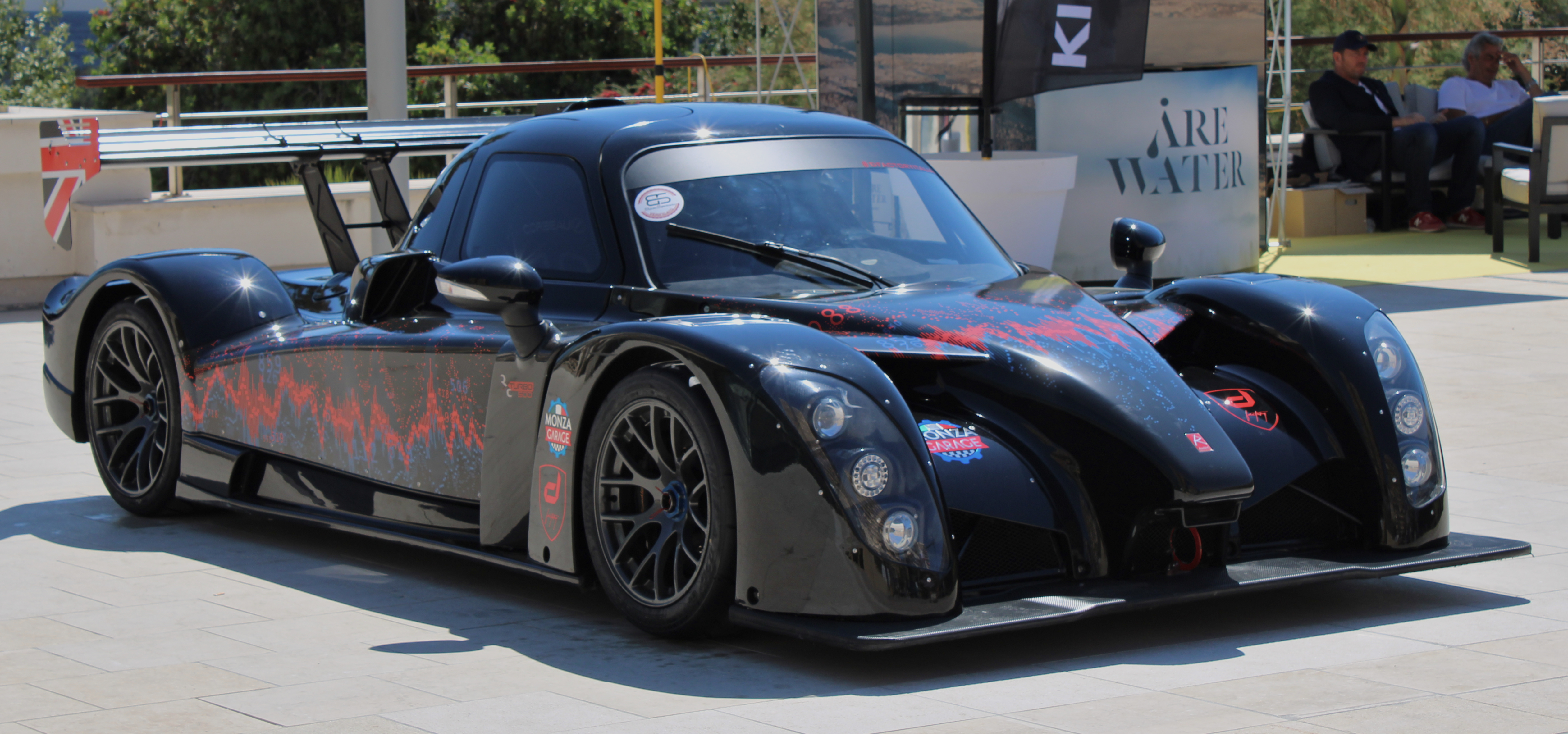
La Radical RXC 500 Turbo

La RXC è la prima vettura omologata all'impiego stradale dell'azienda.

## Competizioni

### Campionati monomarca
Anche se Radical cominciò a gareggiare in campionati preesistenti, fu la creazione di un proprio campionato che attirò molti acquirenti. Radical attualmente supporta quattro serie internazionali, mentre altre sei serie sono state create a livello nazionale.
La più grande e recente serie, la Radical World Cup, è un evento associato a tutte le gare di Le Mans Series. Tutti i modelli (a parte la SR9) possono partecipare, ognuno nella propria classe. Due campionati meno importanti sono il Dunlop Radical Enduro Championship, in cui gareggiano le SR3 e le SR8, e il Dunlop Radical Biduro Championship, per le SR4. L'ultima serie internazionale è la Radical Powertec Challenge, progettata come una serie di ingresso per gli altri campionati, in cui corrono solo le PR6. In Europa, Portogallo, Germania, Svezia e Italia hanno un proprio circuito nazionale con vari modelli Radical. Un campionato in medio-oriente, la Gulf Radical Cup, opera come affluente di tutta l'area per proprietari al Dubai Autodrome, al Circuito Internazionale del Bahrain e dal 2009 al nuovo Circuito di Yas Marina di Abu Dhabi. Negli Stati Uniti ci sono due campionati Radical, la Radical Cup West e la Radical Cup East.

### Le Mans
Nel secondo quadrimestre 2005, la casa ha annunciato il suo progetto di correre nella classe LMP2 della Le Mans Series con la sua nuova SR9. Il British Rollcentre Racing Team ha espresso l'intenzione di correre con un motore Judd prima di unirsi più avanti nella stagione al team ufficiale Bruichladdich Radical che utilizzava un propulsore AER. Entrambi i team segneranno i loro unici punti della stagione al Nürburgring, con la Rollcentre terza nella LMP2 e la Radical quinta.
Rollcentre sarà anche protagonista della prima partecipazione Radical alla 24 Ore di Le Mans. Anche se la macchina ha chiuso in una lontana ventesima posizione, ha dato prova della sua affidabilità chiudendo la corsa solo alcuni mesi dopo la sua completa realizzazione. Il team ufficiale è anche volato negli Stati Uniti per il round finale della American Le Mans Series, dove ha proposto la terza SR9 completa, nell'occasione detenuta dalla Van der Steur Racing. Tuttavia, entrambe le automobili hanno avuto problemi e non hanno tagliato il traguardo.
Per il 2007, Rollcentre ha venduto le sue SR9 poiché si è spostato su una nuova Pescarolo Sport LMP1. La Embassy Racing ha comprato le auto e ha continuato a farle correre a fianco della casa, mentre Van der Steur ha gareggiato in America. Per il 2008, il team italiano World Racing Cars ha acquistato le SR9 con propulsore Judd dalla Embassy.